# Усанов, Максим Александрович
Максим Александрович Усанов (5 марта 1985, Ленинград) — российский футболист, защитник.

## Карьера

### В клубах
Сын Александра Усанова, футболиста ленинградского «Зенита» в начале 1980-х. В 7 лет поступил в школу «Смена», первый тренер Геннадий Ермаков. В 11 лет перешёл в СДЮШОР «Зенит», тренер Валерий Золин. В 17 лет попал в дубль «Зенита», за который провёл 48 игр и забил один гол в турнире дублёров, а единственным матчем за первую команду для него стала ответная полуфинальная встреча Кубка российской Премьер-лиги против московского «Торпедо». Вместе с «Зенитом» он стал победителем этого турнира. Считался перспективным футболистом, в 2004 году был капитаном дубля «Зенита». В межсезонье 2004/05 был на просмотре в «Ростове», но карьеру продолжил в Латвии в «Сконто». Первые полсезона провёл в аренде в «Риге».
Летом 2007 года Усанов вернулся в Россию, где на правах аренды провёл в чемпионате России две игры за «Спартак-Нальчик». По окончании сезона просматривался «Кубанью» и киевским «Динамо-2», начал же сезон 2008 года в клубе первого дивизиона «Алания», за который провёл 19 игр в чемпионате и одну в Кубке России.
В межсезонье 2008/09 был на просмотре в «Амкаре» — клубе РФПЛ, но в итоге оказался в клубе Первого дивизиона «Краснодар», за который в сезоне 2009 года провёл лишь 3 игры.
В сезоне 2010 года играл в канадском клубе «Торонто», с которым стал чемпионом Канады 2010 года и выступал в MLS, где команда не смогла пробиться в плей-офф; сыграл и в Лиге чемпионов КОНКАКАФ. В ноябре 2010 года покинул клуб.
В сезоне 2012/13 играл в ФНЛ за «Петротрест».
Летом 2014 года перешёл в армянский «Бананц», за который провёл 2 матча в первом квалификационном раунде Лиги чемпионов против андоррской «Санта-Коломы» — 0:1 (г) и 3:2 (д).
C 20 лет живёт в Риге. В марте — мае 2015 провёл 4 матча за «Сконто» в чемпионате Латвии.

### В сборных
В 2003 году был членом юношеской сборной России (игроки 1985 года рождения) под руководством Равиля Сабитова.

## Достижения
«Зенит»
- Обладатель Кубка Премьер-лиги: 2003

«Торонто»
- Чемпион Канады: 2010

«Сконто»
- Серебряный призёр чемпионата Латвии: 2005
- Бронзовый призёр чемпионата Латвии: 2006